# 101
101 ou 101 d.C. foi um ano comum da Era de Cristo, e o primeiro do século II que começou e terminou na sexta-feira, de acordo com o Calendário Juliano. a sua letra dominical foi C.
| Ano completo                       |
| ---------------------------------- |
| Ano comum com início à sexta-feira |

## Eventos
- Trajano começa uma expedição contra Dácia, excedendo os limites do Império Romano estabelecidos por Augusto.[1]
- Segunda Batalha de Tapas[2]

## Nascimentos
- Herodes Ático — retórico e político grego (m. 177).[3]